# Luc van Slooten
Luc David van Slooten (* 17. April 2002) ist ein deutscher Basketballspieler. Er steht im Aufgebot des SC Rasta Vechta.

## Laufbahn
Van Slooten spielte zunächst Fußball, später nebenbei auch Basketball. Er durchlief die Nachwuchsabteilung des SC Rasta Vechta. Im Anschluss an die Saison 2016/17 wurde er zum „Spieler des Jahres“ der Jugend-Basketball-Bundesliga gekürt. Er war darüber hinaus Mitglied der zweiten Vechtaer Herrenmannschaft in der ersten Regionalliga Nord und erhielt vom Internetdienst eurobasket.com die Auszeichnung „Neuling des Jahres“.
Im Vorfeld des Spieljahres 2017/18 wurde er in den Profikader des SC Rasta aufgenommen und gab im Laufe der Saison seinen Einstand in der 2. Bundesliga ProA. Van Slooten stand in 17 ProA-Partien auf dem Spielfeld und stieg im Mai 2018 mit Rasta als ProA-Meister in die Bundesliga auf. Er hatte zu diesem Erfolg im Durchschnitt 1,5 Punkte je Begegnung beigetragen. Im Spieljahr 2018/19 kam er zu 14 Bundesliga-Einsätzen (0,4 Punkte im Schnitt) und erreichte mit Vechta als Liganeuling überraschend das Halbfinale.
Im Sommer 2020 verließ er seine Heimat in Richtung Basketball Löwen Braunschweig. Im Mai 2021 gab er seine Anmeldung für das Draftverfahren der NBA bekannt und zog diese im Juli 2021 zurück. 2023 kehrte van Slooten nach Vechta zurück.

### Nationalmannschaft
Mit der deutschen U16-Nationalmannschaft nahm er an den Europameisterschaften 2016 und 2017 teil. Im April 2018 gewann er mit der deutschen U18-Nationalmannschaft das Albert-Schweitzer-Turnier. Er spielte für Deutschland bei der U18-EM im Sommer 2019 und erreichte mit der Mannschaft den elften Platz. Bei der U20-Europameisterschaft im Sommer 2022 erzielte van Slooten je Turnierspiel im Schnitt 5 Punkte je Begegnung.

## Erfolge und Auszeichnungen

### Als Nationalspieler
- Sieger des Albert-Schweitzer-Turniers 2018